# Spyrídon Zournatzís
Spyrídon Zournatzís (grec moderne : Σπυρίδων Ζουρνατζής) ou Spýros Zournatzís (Σπύρος Ζουρνατζής), né le 7 octobre 1935 à Sofádes et mort le 13 septembre 2022, est un homme politique grec. Il est député européen de Grèce de la 2e législature.